# ヴィンフリート・ブルッガー

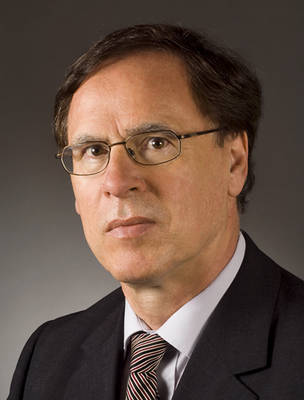
Winfried Brugger

ヴィンフリート・ブルッガー（Winfried Brugger、1950年2月26日‐2010年11月13日）は、ドイツの法学者である。
ハイデルベルク大学の公法、法哲学および国家理論の教授であった。

## 生涯
ドイツ、テットナング（Tettnang）にて生まれる。ミュンヘンとテュービンゲンの大学で法律、哲学、社会学を学ぶ。1986年に卒業した後、1987年にマンハイム大学の法学教授に就任し、1992年に死ぬまでルプレヒト・カール大学ハイデルベルクの職に移った。
ジョージタウン大学ロー・センター(1985、1991 ～ 92、1998 ～ 99、2001、2004、2007)、ヒューストン独立学区(1995)、サンフランシスコ大学(2002)、サンディエゴ大学(2005)などアメリカの大学でも活躍。エアハルト大学マックス・ウェーバー高度文化社会研究センターのフェローを務めた。
しかし、ハイデルベルク大学就任中突如として急死し、緊急でドイツの法律専門家、マルティン・ボロウスキが呼び出された。